# Kate e Mim-Mim
Kate e Mim-Mim è una serie televisiva a cartoni animati canadese di origini britanniche in 3D prodotta dalla Nerd Corps Entertainment, sussidiaria della DHX Media e FremantleMedia Kids and Family. La sua messa in onda è avvenuta il 19 dicembre 2014 sugli schermi di Disney Junior in Nord America, Family Jr. in Canada e CBeebies nel Regno Unito con la produzione esecutiva la creazione di Scott e Julie Stewart inclusa la regia di Scott Stewart. In Italia è stata trasmessa su Cartoonito dal 2 novembre 2015.

## Sigla
La sigla d'apertura con la versione cantata in italiano prima degli episodi, come quella di chiusura in versione strumentale nei titoli di coda alla fine degli episodi è "Io e te Kate e Mim-Mim".

## Trama
La serie mostra le avventure e le amicizie di Kate una bambina di 5 anni e Mim-Mim il coniglietto viola di peluche, suo giocattolo preferito.

## Personaggi e doppiatori italiani
Protagonisti
- Kate è una bambina, nonché una vivace leader del gruppo ed anche un proprio vortice di energia. - Voce italiana di Vittoria Bartolomei.
- Mim-Mim è un coniglio viola dal cuore tenero, ma spesso molto goffo. - Voce italiana di Emiliano Reggente.

Insieme formano la coppia perfetta, ma si incoraggiano e si fanno forza l'un l'altro. Qualsiasi cosa facciano e qualsiasi problema affrontino non può mai mancare un bell'abbraccio di gruppo.
- Marco è il padre di Kate. - Voce italiana di Alberto Bognanni.
- Valerie è la madre di Kate. - Voce italiana di Emanuela Damasio.
- Boomer è il fratellino di Lily nonché una vera e propria peste che, da sempre, adora inventare parole nuove. - Voce italiana di Giulio Bartolomei.
- Lily è la sorellina di Boomer nonché un'esperta di piante e creature particolari di Mimiloo - Voce italiana di Francesca Rinaldi.
- Gobly è un leggendario giardiniere con una smisurata conoscenza della natura. - Voce italiana di Ivan Andreani.
- Tack è lo scienziato ed inventore del gruppo nonché un tipo un po' fuori dal comune. - Voce italiana di Francesco Testa.